# Arvid Laurin
Arvid Laurin   (Lysekil Parish, 3 d'octubre de 1901 - 6 de maig de 1998) va ser un regatista suec, vencedor d'una medalla olímpica.
El 1936 va prendre part en els Jocs Olímpics d'Estiu de Berlín, on va guanyar la medalla de plata en la Classe Star del programa de vela. A bord del Sunshine, formà tripulació junt a Uno Wallentin.
Va estudiar enginyeria a la Universitat Tecnològica de Chalmers i va dedicar la seva vida a dissenyar vaixells.